# Centre national de la photographie
Centre national de la photographie (česky Národní centrum fotografie) byla francouzská asociace a galerie se sídlem v Paříži věnovaná fotografii a soudobému umění. V roce 2004 byla spolu s Patrimoine photographique spojena s Galerie nationale du Jeu de Paume jako nová asociace financovaná francouzským ministerstvem kultury. Fotografické výstavy probíhají v paláci Hôtel Salomon de Rothschild v ulici Rue Berryer.